# Eberhard V de Wurtemberg
Pour les articles homonymes, voir Eberhard de Wurtemberg (homonymie).
Eberhard V de Wurtemberg, (né le 11 décembre 1445 à Bad Urach - mort le 24 février 1496 à Tübingen), aussi appelé le « Barbu » ou « l’Aîné », pour le distinguer de son cousin Eberhard VI de Wurtemberg le « Jeune » (1447-1504), fut comte (1457-1495), puis duc de Wurtemberg (1495-1496). Il fut aussi comte de Montbéliard de 1457 à 1473, puis de 1482 à 1496.

## Biographie
Eberhard V était fils de Louis IV de Wurtemberg et de Mathilde du Palatinat. Élevé à la cour de son oncle, Ulrich V de Wurtemberg, jusqu’à sa majorité, il eut comme précepteur l'historien Jean Nauclerc, l’un des plus grands érudits du Saint Empire. Il se rendit à Reims au sacre du roi de France Louis XI et reçut à cette occasion les insignes de la Chevalerie parmi les 117 seigneurs adoubés.
Eberhard V fut un prince accompli par son éducation et ses excellentes qualités. Il fit plusieurs voyages en Italie pour satisfaire sa soif des Sciences et des Arts. C’est au cours d’un de ses voyages qu’il rencontra Barbara Gonzague, qui allait devenir son épouse. Il entreprit aussi un voyage en Palestine.
Il succéda à son frère Louis V de Wurtemberg comme comte de Wurtemberg et de Montbéliard en 1457.
Il vint à Montbéliard au début de l’année 1470 accompagné d’une suite nombreuse. Les Montbéliardais allumèrent de grands feux au sommet de la Citadelle, en signe de bienvenue. Il céda le comté en 1473 à son cousin Henri de Wurtemberg, fils d'Ulrich V, mais le récupéra en 1482 et fit entreprendre d’importants travaux de fortification sur la Citadelle.
Pacifique, ami des Arts et des Lettres, il fonda l’Université de Tübingen et fut l'un des premiers protecteurs de Johannes Reuchlin. Il joua un rôle de premier plan dans la formation de la ligue de Souabe, une fédération d'États ayant en vue de mettre en commun les administrations et les forces militaires des multiples principautés du sud de l'Allemagne, et pour cette raison fut élevé en 1495 au rang de duc par l’empereur Maximilien Ier, lequel, en tant que comte de Tyrol, avait pris la tête de la ligue en 1488. Dans le même temps, son comté de Montbéliard fut érigé en principauté.
Eberhard V ne jouit guère de sa couronne ducale, car il mourut l’année suivante. Ses biens revinrent à son cousin Eberhard VI de Wurtemberg.

## Descendance
Il avait épousé Barbara Gonzague, fille de Louis III de Mantoue, mais n'eut pas d'enfants. Avec lui finit la descendance de Louis IV de Wurtemberg.